# بوكيمون دايمند وبرل
بوكيمون دايمند (بالإنجليزية: Pokémon Diamond‎؛ باليابانية: ポケットモンスター ダイヤモンド) وبوكيمون برل (بالإنجليزية: Pokémon Pearl‎؛ باليابانية: ポケットモンスター パール)، هما لعبتان فيديو تقمص أدوار من تطوير غيم فريك ومن نشر ذا بوكيمون كومباني ونينتندو، على جهاز نينتندو دي أس، وصدرتا في اليابان سنة 2006 وفي باقي العالم سنة 2007 وفي كوريا الجنوبية سنة 2008.

## المواقع الخارجية
- الموقع الرسمي